# تونغو تونغو
تونغو تونغو هي جماعة قروية في ولام بمنطقة تيلابيري في جنوب غرب النيجر، تبعد 174 كم شمال العاصمة نيامي و28   كيلومتر إلى الجنوب من الحدود مع مالي. يوجد في القرية حوالي 160 أو 170 كوخ. 99٪ من سكانها من شعب زارما، ويعملون في الماشية والأغنام والماعز، ويؤجرونها لشعب الفولاني أو الطوارق أحيانًا. كما يعملون في الزراعة على الرغم من أن الأراضي الصالحة للزراعة نادرة وفقيرة، فيزرعون الدخن والذرة الرفيعة. المنطقة هي جزء من منطقة الساحل وتتكون من مساحة واسعة من الهضاب والتلال. والبيئة المادية في حالة متدهورة بسبب الصيد غير المشروع وتقلبات المناخ المحلي.